# Eldorado, Texas
Eldorado là một thành phố thuộc quận Schleicher, tiểu bang Texas, Hoa Kỳ. Năm 2010, dân số của xã này là 1951 người.

## Dân số
- Dân số năm 2000: 1951 người.
- Dân số năm 2010: 1951 người.